# Teodorico di Mont-d'Or
Thierry di Mont-d'Or (Teodorico di Mont-d'Or) (9 marzo 512 – 1º luglio 533),  è venerato come santo dalla Chiesa cattolica.

## Biografia
Teodorico era figlio di tale Marcardo, famoso brigante.
Il giorno delle nozze, scopertasi la vocazione alla vita monastica, contro il parere della moglie ricorse all'arcivescovo Remigio di Reims per annullare il matrimonio.
Teodorico fu poi ordinato sacerdote da Remigio e si ritirò nel monastero da lui fondato a Montdor, oggi Saint-Thierry vicino a Reims.
La fama della sua santità si diffuse rapidamente, attirando molte persone. La tradizione narra che Teodorico abbia curato un occhio di Teodorico I, figlio di Clodoveo I; da qui nacque la consuetudine, per i re di Francia appena incoronati, di recarsi all'abbazia e di pranzarvi, ciò per molti anni anche dopo la morte del santo, avvenuta il 1º luglio 533.
Fu sepolto dal re Teodorico I e dai vescovi Esperio di Metz, Niceto di Treviri e Lupo di Soissons.

## Culto
San Teodorico di Mont-d'Or è ricordato il 1º luglio.
Dal Martirologio Romano: Presso Reims nel territorio della Neustria, in Francia, san Teodorico, sacerdote, discepolo del vescovo san Remigio.